# Marcus Adoro
Marcus Antonius Corpuz Adoro (31 de diciembre de 1971), más cocnocido artísticamente como Marcus Adoro. Es un cantante, compositor, músico y guitarrista filipino. Es miembro y vocalista de la agrupación Los Eraserheads, con el cual se hizo conocer en la década de los años 90' obteniendo el éxito dentro del rock alternativo filipino. Entre la fusión que realiza son los siguientes géneros musicales: Blues, Experimental, Folk rock, Pinoy rock, Stoner rock y Surf rock.

## Filmografía
- Run Barbi Run as Him Self (Eraserheads)

## Discografía

### Álbum de Estudio
- He aquí, ¡Alégrate, San Fernando está aquí Nah! (2008, Warner Music)

## Singles
- Rakenrol
- American Girl
- Hoguera

- Datos: Q3545252